# Ofensywa charkowska (2024)
Ofensywa charkowska – operacja ofensywna będąca częścią rosyjskiej inwazji na Ukrainę w obwodzie charkowskim. 10 maja 2024 r. siły rosyjskie rozpoczęły ostrzał i podjęły próbę przełamania obrony ukraińskich sił zbrojnych w kierunku Wołczańska i Charkowa. The Guardian poinformował, że ofensywa doprowadziła do największych zdobyczy terytorialnych Rosji od 18 miesięcy.

## Kontekst
W pierwszych miesiącach inwazji rosyjskie siły zbrojne zdołały podbić dużą część północno-wschodniego obwodu charkowskiego, w tym miasta Kupiańsk, Izium, Szewczenkowo i Bałakliję. Po kontrofensywie we wrześniu 2022 r. siły ukraińskie zdołały odbić te miejscowości i wyprzeć siły rosyjskie z niemal całego obwodu.
W pierwszych miesiącach 2024 r. pojawiły się doniesienia, że armia rosyjska odbudowuje swoje siły na północy, aby jeszcze w tym roku rozpocząć nową ofensywę w kierunku Charkowa. Sekretarz prasowy Kremla Dmitrij Pieskow i minister spraw zagranicznych Rosji Siergiej Ławrow wielokrotnie grozili również atakiem na obwód charkowski i ustanowieniem strefy buforowej w celu ochrony rosyjskiego obwodu białogrodzkiego w odpowiedzi na transgraniczne ataki Ukrainy. W dniu 8 maja 2024 r. przewodniczący obwodu charkowskiego Ołeh Syniehubow poinformował o dużym zgromadzeniu sił rosyjskich na północ od regionu. Sekretarz Rady Bezpieczeństwa Narodowego i Obrony Ukrainy Ołeksandr Łytwynenko powiedział następnie, że ponad 50 000 rosyjskich żołnierzy zostało rozmieszczonych na granicy, a 30 000 atakuje w rejonie Charkowa.
W wywiadzie dla Ukraińskiej Prawdy 24 maja Ołeh Syniehubow powiedział, że – zgodnie z informacjami udzielanymi przez rosyjskich jeńców – siły rosyjskie planowały przejąć Wołczańsk w ciągu 2 dni od rozpoczęcia ofensywy i Charków w ciągu 5 dni. Jednocześnie 17 maja opublikowano w RIA Nowosti wypowiedź Władimira Putina, w której stwierdził, że siły rosyjskie "na dzień dzisiejszy" nie mają planów zajęcia Charkowa.
Według think tanku Institute for the Study of War, celem dla otwarcia nowego frontu w obwodzie charkowskim przez Rosjan miało być wymuszenie na armii ukraińskiej przerzucenia personelu wojskowego i materiałów z innych sektorów krytycznych na wschodnim froncie Ukrainy.

## Przygotowania
W styczniu 2024 r. ukraińska administracja wojskowa podjęła uchwałę dotyczącą budowy trzeciej linii umocnień obronnych w obwodzie charkowskim w odległości 10 kilometrów od granicy ukraińsko-rosyjskiej. Prace rozpoczęto 1 marca. Zgodnie z projektami Ministerstwa Obrony Ukrainy, w skład umocnień miały wchodzić m.in. szlaki komunikacyjne i 3-metrowy wał przeciwczołgowy. W wywiadzie 24 maja Ołeh Syniehubow określił gotowość ukraińskiej linii obrony na ok. 92%.